# Accident nucléaire de Three Mile Island

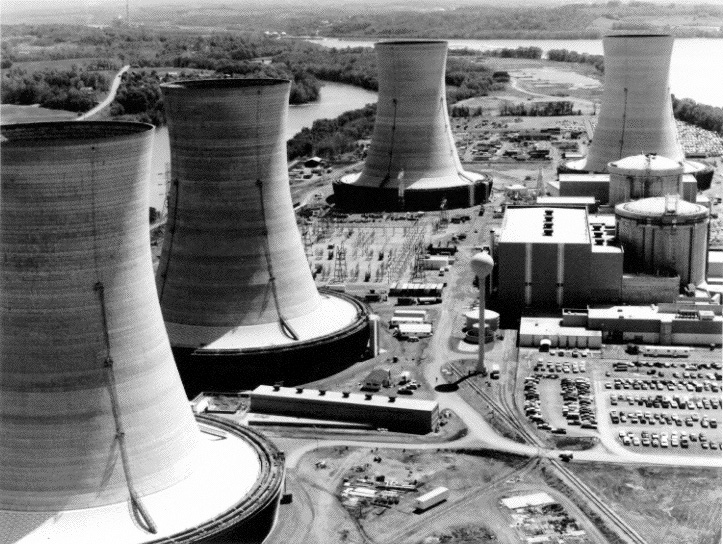
Centrale nucléaire de Three Mile Island avec ses 4 tours de réfrigération. Les réacteurs nucléaires sont contenus dans les deux dômes en béton. Le réacteur no 2 est à l'arrière-plan.

L'accident nucléaire de Three Mile Island est un accident survenu le 28 mars 1979 dans la centrale nucléaire de Three Mile Island (3,3 km2). Cette centrale nucléaire est située sur une île de la rivière Susquehanna, près de Harrisburg, dans l'État de Pennsylvanie aux États-Unis. À la suite d'une chaîne d'événements, le cœur du réacteur no 2 de la centrale nucléaire (« TMI-2 ») fond en partie, entraînant le relâchement dans l'environnement d'une faible quantité de radioactivité.
Cet accident est classé au niveau 5 de l'échelle internationale des événements nucléaires (INES).

## Déroulement

Schéma fonctionnel du réacteur no 2 de Three Miles Island (« TMI-2 »), de type réacteur à eau pressurisée.

Une vanne de décharge du pressuriseur est restée bloquée en position ouverte provoquant la perte d’étanchéité du circuit d’eau primaire (deuxième barrière de protection). À la suite d’actions inadaptées, le refroidissement du cœur n’a plus été assuré, ce qui a entraîné la fusion d’une partie du combustible, c’est-à-dire la perte de la première barrière de protection. L’enceinte de confinement, troisième barrière, a joué son rôle pour limiter les rejets radioactifs.
Quand six ans plus tard, il a été possible de pénétrer dans l’enceinte, une caméra introduite dans la cuve a montré qu’une partie significative du combustible avait fondu mais qu’il n’avait pas traversé la cuve, le corium s’étant stratifié en fond de cuve sans provoquer d’explosion de vapeur,.

### Premières minutes de l'accident

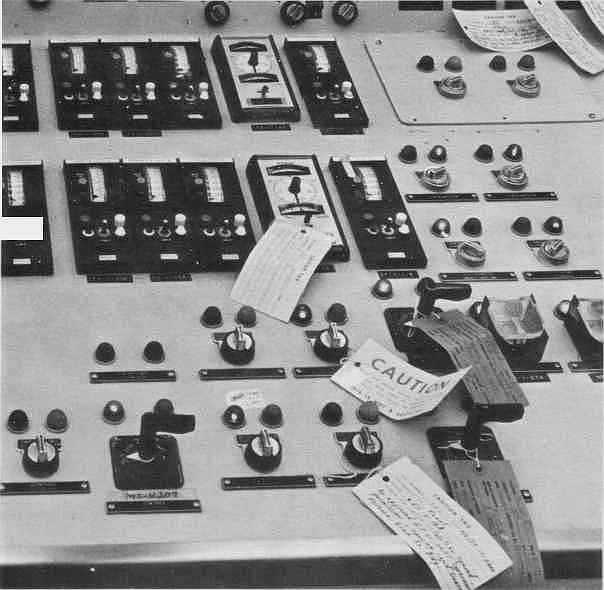
Le panneau de contrôle du réacteur TMI-2, montrant des étiquettes pouvant cacher des voyants. Ces étiquettes ont été mises en cause pour le fait que les pompes du système de refroidissement de secours n’ont pas pu fonctionner à cause d’une vanne qui était restée fermée du fait de l’oubli d’un opérateur, et qu’il a fallu huit minutes pour remarquer cette anomalie et ouvrir la vanne.

L'accident a commencé par la défaillance des pompes principales d'alimentation en eau du circuit secondaire vers 4 h du matin (t = 0) le 28 mars 1979, ce qui provoqua notamment l’arrêt automatique du groupe turboalternateur, une réduction de la puissance du réacteur et le démarrage de l'alimentation de secours des générateurs de vapeur. Cependant, les vannes de l'alimentation de secours des générateurs de vapeur étaient restées en position fermée (oubli des opérateurs) à la suite de la réalisation d'un essai réglementaire effectué 2 jours plus tôt (les vannes n'ont été ouvertes manuellement que huit minutes après le début de l'accident). Ceci modifia les conditions thermodynamiques dans les générateurs de vapeur, en diminuant leur capacité à refroidir le réacteur nucléaire, provoquant une augmentation de la pression du circuit primaire. Afin d'écréter cette pression, la vanne de décharge du pressuriseur s'ouvrit automatiquement (t = 3 s), malgré cela la pression a continué à augmenter jusqu'à l'arrêt automatique du réacteur pour pression élevée à t = 8 s. La vanne de décharge du pressuriseur aurait dû ensuite se fermer dès la pression redescendue, mais malgré l’ordre automatique de fermeture, elle est restée ouverte. Facteur aggravant, le voyant en salle de commande montrait cette vanne de décharge du pressuriseur en position fermée, mais en fait ce voyant indiquait juste que l'ordre de fermeture avait été donné, et non pas que la vanne  était fermée. Par conséquent, le circuit primaire continua de se vider et de se dépressuriser par cette vanne de décharge restée ouverte (perte de la seconde barrière de confinement).
La baisse de pression dans le circuit primaire entraîna le démarrage automatique du circuit d'injection de sécurité (t = 2 min 1 s), chargé d'amener de l'eau dans le circuit primaire. Cependant, en même temps que la pression baissait, des « vides » (de la vapeur d’eau en fait) se formaient dans la cuve et dans le circuit primaire. Ces vides générèrent des mouvements d’eau complexes qui, paradoxalement, remplirent et maintenaient le pressuriseur en eau, celui-ci se trouvant à ce moment plus froid que la cuve du fait :
- de la décharge en vapeur des soupapes primaires qui avait refroidi le pressuriseur par évaporation de l'eau contenue ;
- de la chaleur résiduelle du cœur qui faisait monter la température de l'eau présente dans la cuve.

Cet écart de température a empêché la vidange du pressuriseur vers le reste du circuit primaire et notamment la cuve, malgré son positionnement en point haut (par passage sous vide de la même manière qu'un « abreuvoir à oiseaux ») , les « vides » (vapeur d'eau) présent dans la cuve et le reste du circuit primaire bloquant la vidange du pressuriseur.
L’opérateur, ayant l'information que le pressuriseur était plein, en conclut par erreur que tout le circuit primaire l’était également et arrêta manuellement le circuit d’injection de sécurité (t = 4 min 38 s) afin d'essayer de limiter la montée du niveau du pressuriseur, en application des procédures. Peu de temps après, l’eau commença à bouillir à la sortie du cœur (t = 5 min 30 s).
Parallèlement, un autre problème était diagnostiqué par les opérateurs :
- le système de secours d'alimentation en eau des générateurs de vapeur avait été testé 42 heures avant l'accident. Lors de ce test, les vannes d'alimentation de secours des générateurs de vapeur avaient été fermées manuellement, et devaient être rouvertes à la fin du test. Mais à la suite d'un oubli des opérateurs, ces vannes furent laissées fermées, et empêchaient ainsi le système de refroidissement de secours de fonctionner[4]. L'anomalie fut découverte et les vannes furent rouvertes manuellement (t = 8 min 18 s)[4], ce qui permit au système de secours de fonctionner correctement mais tardivement, et de refroidir les générateurs de vapeur, et par conséquent le circuit primaire ;

Le mélange de vapeur et d’eau qui s’échappait de la vanne de décharge du pressuriseur restée ouverte, était dirigé vers un réservoir de décharge. À t = 14 min 48 s, le sur-remplissage de ce réservoir provoqua la rupture des disques de décharge prévue pour cette situation. À partir de cet instant, le circuit primaire se vida directement dans l’enceinte de confinement (troisième et dernière barrière de confinement de la radioactivité),.

### Durant les heures suivantes
En salle de commande les opérateurs étaient dépassés par le flux d'alarmes et n'étaient pas en mesure de comprendre exactement ce qui se passait (situation très complexe, stress, pression, trop de monde en salle de commande, etc.). Des voyants reflétaient l'action demandée et non l'état de l'équipement commandé, or les procédures liées aux « événements » nécessitaient la compréhension de la situation.
Après plus d’une heure de lente augmentation de la température et de vidange du circuit primaire, les pompes du circuit primaire commencèrent à vibrer parce qu'elles pompaient plus de vapeur que d’eau. Elles furent alors arrêtées (t = 1 h 13 pour la première, t = 1 h 40 pour la seconde), car selon les lois de la physique, la convection naturelle permettrait à l'eau de continuer à circuler par thermosiphon. Cependant, la convection naturelle fut bloquée par l’hydrogène déjà piégé dans les générateurs de vapeur, la chaleur n’était donc pas évacuée par les générateurs de vapeur et l’évaporation de l’eau du circuit primaire s’accéléra encore. À cet instant, le haut du cœur commença à être découvert. La température élevée ( >1 200 °C ) favorisa la réaction entre la vapeur et le revêtement en zirconium du combustible, qui forma de l'hydrogène en dégradant fortement la gaine du combustible jusqu'au relâchement d’éléments radioactifs dans le circuit primaire (perte de la première barrière de confinement).
Une vanne d’isolement située en aval de la vanne de décharge du pressuriseur fut fermée, ce qui arrêta la vidange du circuit primaire (t = 2 h 22). Ensuite, les opérateurs décidèrent également de démarrer une pompe du circuit primaire (t = 2 h 54) alors qu’il ne devait rester environ qu’un mètre d’eau dans le cœur (contre plus de quatre  en situation normale) : le mouvement de brassage dégrada fortement les éléments combustibles, en grande partie émergés et extrêmement chauds (voire déjà partiellement fondus).
La pompe fut finalement arrêtée (t = 3 h 12), et les opérateurs décidèrent de rouvrir 5 minutes la vanne d’isolement qui fermait la soupape du pressuriseur. Le circuit primaire recommença à se vider dans l’enceinte, mais cette fois-ci avec de l’eau très fortement contaminée à la suite de la dégradation des éléments combustibles, ce qui déclencha les alarmes d’irradiation. Comprenant alors que le cœur avait été fortement dégradé et que le circuit manquait donc sûrement d’eau, les opérateurs remirent en service l’injection de sécurité (t = 3 h 20), et purent ainsi remettre sous eau le cœur, en partie fondu. En faisant cela, ils prenaient le risque de générer une explosion de vapeur ou de provoquer la rupture de la cuve à cause du choc thermique, mais la cuve tint bon et la remise sous eau du cœur (t = 3 h 45), stabilisa la situation.
Le circuit d’injection de sécurité envoyant de l’eau à très haute pression dans le circuit primaire, il fallut, dans les heures qui suivirent (entre t = 5 h et t = 9 h), ouvrir et fermer successivement la vanne d’isolement afin de maintenir une pression acceptable (ce qui était le rôle de la soupape défaillante normalement). Ceci amena encore à relâcher des centaines de mètres cubes d’eau contaminée dans l’enceinte de confinement.
Dernier événement majeur (t = 9 h 50) : l’hydrogène, généré par la réaction entre la vapeur d’eau et le zirconium de la gaine des crayons de combustible puis relâché dans l’enceinte de confinement, explosa, mais sans faire de dégâts particuliers (le seul indice de cet événement fut la détection d’un pic de pression dans l’enceinte de confinement).
Pendant les heures qui suivirent, les opérateurs tâchèrent de remplir le circuit primaire en eau, ce qui fut difficile puisque de grandes quantités d’hydrogène étaient piégées dans les points hauts des générateurs de vapeur. La situation se stabilisa, et les pompes du circuit primaire furent remises en service (t = 15 h 49). L’état du réacteur était très dégradé, mais permettait néanmoins de refroidir le combustible.

### Pendant les jours qui suivirent
Deux jours plus tard, la Commission de réglementation nucléaire des États-Unis (NRC) annonce qu'une fusion du cœur du réacteur nucléaire est possible. « Par mesure de précaution, le gouverneur de l'État de la Pennsylvanie fait évacuer les enfants d'âge préscolaire et les femmes enceintes à huit kilomètres de la centrale pour éviter qu'ils soient incommodés par l'échappement de gaz radioactifs ». Plus de 200 000 personnes ont fui la région. Deux jours après l'accident, 90 % des résidents de la municipalité de Goldsboro (Pennsylvanie), située à moins de deux kilomètres de la centrale, sont partis.
Le journaliste québécois Jean-Claude Leclerc est frappé que les « autorités publiques aient dû improviser des évacuations massives de population ».
« Le 9 avril, le directeur de la régulation des réacteurs nucléaires du NRC, Harold Denton, annonce que la situation est rétablie ».

## Bilan

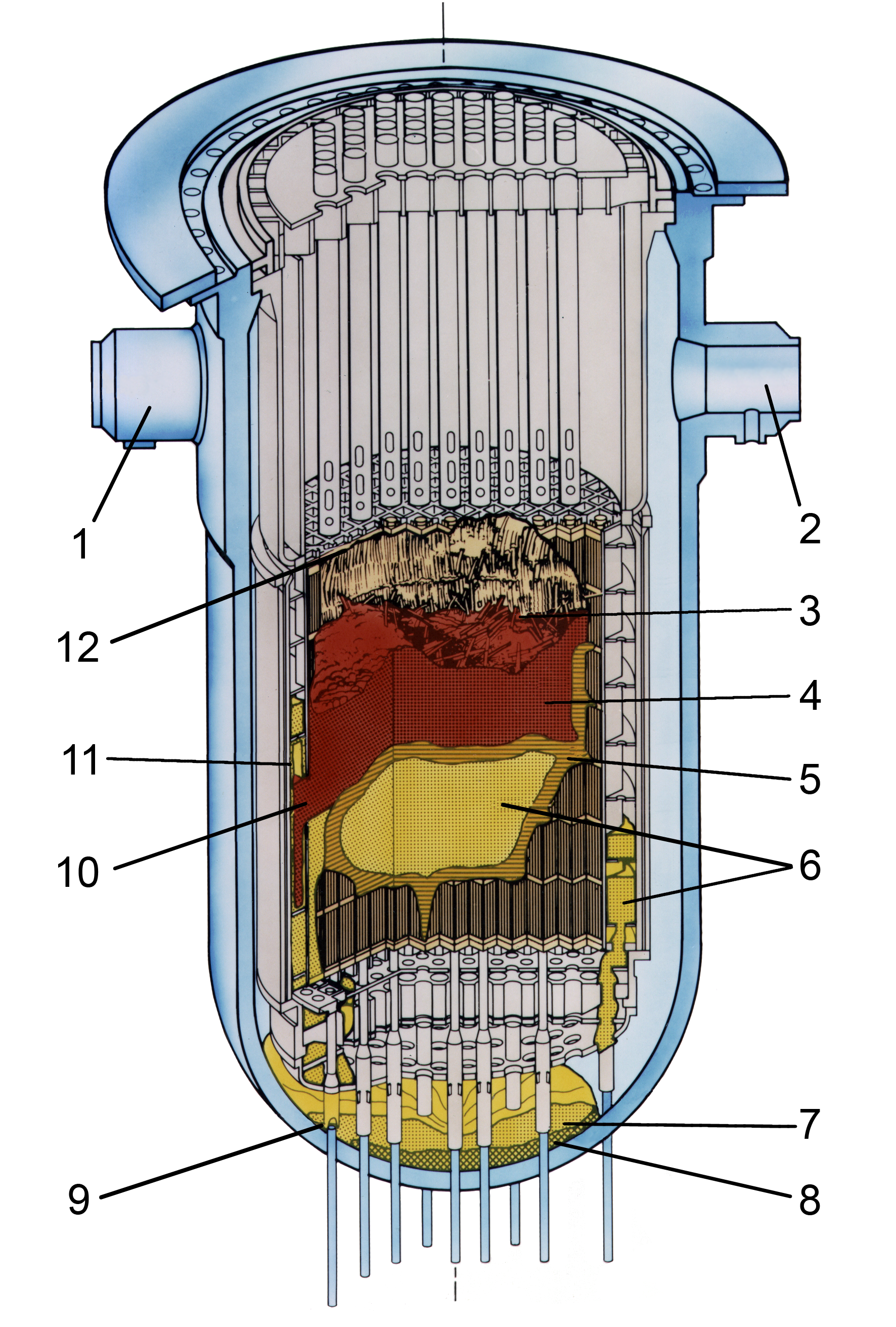
État final du cœur.

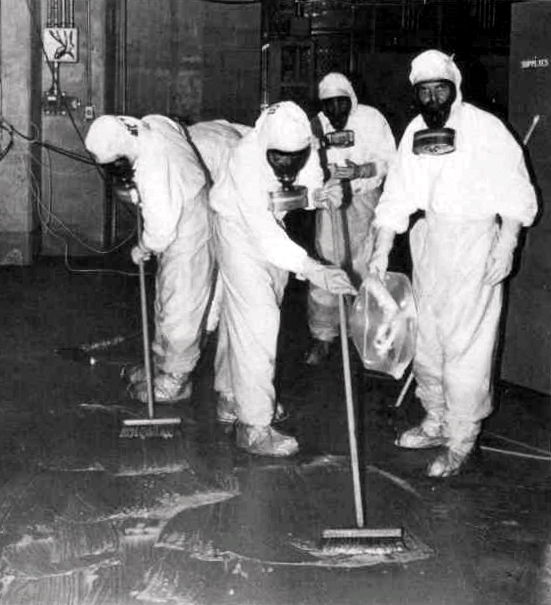
Une équipe de nettoyage en train de décontaminer Three Mile Island.

Des années d’études sur cet accident ont permis de découvrir que finalement :
- 45 % du cœur avait fondu[4] ;
- 20 % avait coulé au fond de la cuve.

Bien qu'endommagée, la cuve n'a pas été percée et la partie fondue du cœur est restée contenue dans la cuve ; de même, malgré des déformations importantes et fusions partielles, les cuves internes n'ont pas été détruites.
Malgré la gravité extrême de l’accident, en dépit de cet enchaînement de défaillances mécaniques, d’erreurs humaines et de défauts de conception, l’enceinte de confinement est restée intègre ; le relâchement de produits radioactifs dans l’environnement est ainsi resté faible. Il est cependant difficile de trouver des chiffres fiables pour le quantifier (car ils n'ont pu être mesurés sur le moment).
Par ailleurs, cet accident amena les exploitants de centrales de conception similaire à de profondes réflexions (notamment EDF en France, même si ses centrales présentent quelques différences). L'accident de Three Mile Island (TMI) a été très instructif et a permis de faire avancer la sûreté, en particulier de souligner l'importance de la « conduite par état ». En effet, les opérateurs de TMI disposaient de procédures à appliquer en fonction de tel ou tel incident (on parle de « procédures événementielles »). On a vu qu’en situation réelle, ils n’ont pas pu faire un diagnostic et que cela a en fait aggravé la situation (arrêt de l’injection de sécurité, redémarrage des pompes primaires avec un cœur émergé, etc.). Toutes les procédures de conduite accidentelle ont donc été revues avec une approche totalement nouvelle : ne plus demander aux opérateurs de comprendre ce qui se passe (car il y a de très grandes probabilités pour qu’ils se trompent, aussi compétents soient-ils), mais leur donner des actions à faire en fonction des paramètres dont ils disposent : pression, température, niveaux d’eau, taux de radioactivité ou autres. C’est ce qui s’appelle « l’approche par état », qui est aujourd’hui utilisée dans de très nombreuses centrales nucléaires de par le monde. Il a aussi été décidé d'assurer une « redondance humaine » des opérateurs par un ingénieur de sûreté ayant pour mission d’assurer une vérification indépendante de la pertinence de la stratégie de conduite mise en œuvre.
Dans la situation présente (août 2009) :
- le cœur endommagé a été entièrement retiré de la cuve, y compris les parties fondues au cours de l'accident ;
- l'enceinte de confinement a également été nettoyée ;
- la centrale est dans l'attente d'une décision sur son devenir qui pourrait éventuellement être un démantèlement complet, rendant l'emprise actuelle utilisable.

L’accident est intégré dans les programmes de formation nucléaire de la NRC : dans une longue étude présentée en 2007 (TMI-2 : A Textbook in Severe Accident Management  R. E. Henry), on peut lire dans le document de formation de l’USNRC présenté en fin de l’étude la chronologie détaillée de l'accident, notamment :
- de l'iode radioactif était détectable 18 minutes après le début de l'accident,
- le générateur électrique diesel d'urgence s'est arrêté au bout de 30 minutes,
- le combustible du réacteur a commencé à fondre en 2 h 50,
- au bout de 5 h 0 min le dôme intérieur du réacteur atteint 6 000 Rems/h (soit 60 Sieverts)
- au bout de 6 h 10, la salle de commande est contaminée et le port de masques de protection respiratoire pose des problèmes de communication par téléphone.

## Conséquences

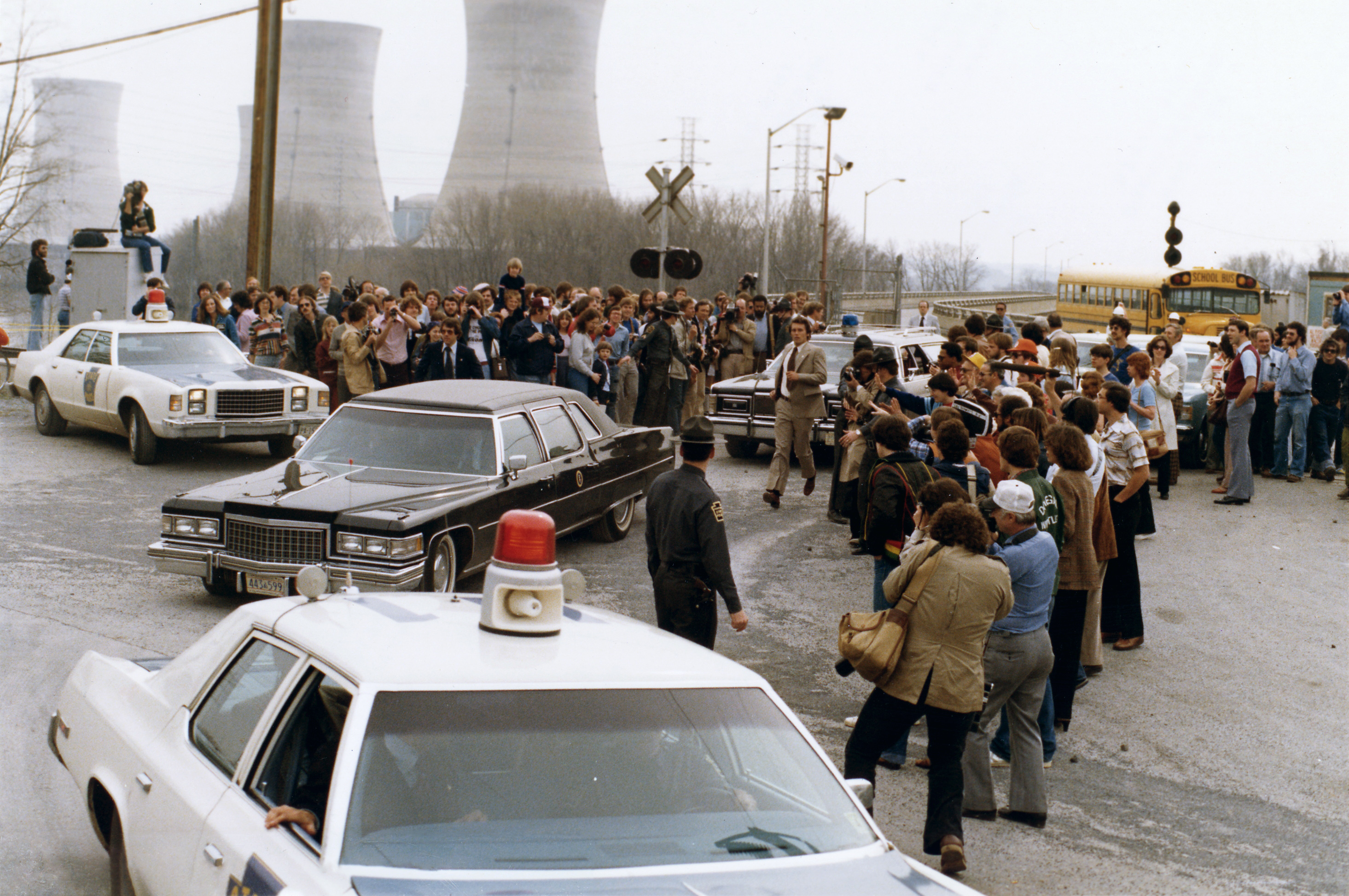
Jimmy Carter, alors président, en visite à la centrale nucléaire de Three Mile Island quelques jours après l'accident.

### Conséquences pour l'industrie nucléaire mondiale

Historique mondial de la construction de réacteurs électronucléaires. L'accident de TMI est cité comme l'un des facteurs de déclin.

Selon l'Agence internationale de l'énergie atomique, l'accident de Three Mile Island a été un tournant considérable dans le développement mondial de l'industrie nucléaire.
Three Mile Island a conduit les États-Unis à abandonner la construction de nouvelles centrales, à la suite d’une décision prise par le président Jimmy Carter. Un chantier de centrale est abandonné en 1981 sur le site nucléaire de Phipps Bend.
Jusqu'en 1989, les procédures qui avaient été utilisées pour la conduite en situation incidentelle et accidentelle étaient fondées sur une approche de type « évènementiel ». Cette approche consiste, pour des évènements initiateurs conventionnellement sélectionnés, à définir par avance les actions de conduite nécessaires au maintien des fonctions de sûreté (sous-criticité, évacuation de la puissance, confinement des matières radioactives). À partir d'un diagnostic initial unique, les opérateurs sont donc amenés à engager une stratégie de conduite prédéterminée. L'accident qui a affecté le 29 mars 1979 la centrale de Three Mile Island (TMI) a mis en évidence les limites de la conduite évènementielle. Celle-ci ne permet en effet pas de gérer les situations où se trouvent cumulées, en plus de l'évènement initiateur, des défaillances humaines ou matérielles. EDF a de ce fait décidé d’abandonner progressivement l’approche « évènementielle » pour passer à une approche nouvelle, dite « par états » (APE). Cette dernière consiste à adapter la conduite de l’installation à l’état réel de la chaudière. L’état de la chaudière est défini à partir de six « fonctions d’état » qui recouvrent les trois fonctions de sûreté susmentionnées. La conduite APE a ensuite pour objectif de restaurer la ou les fonctions d’état dégradées, selon une grille de conduite qui définit les priorités.

### Conséquences sanitaires aux États-Unis

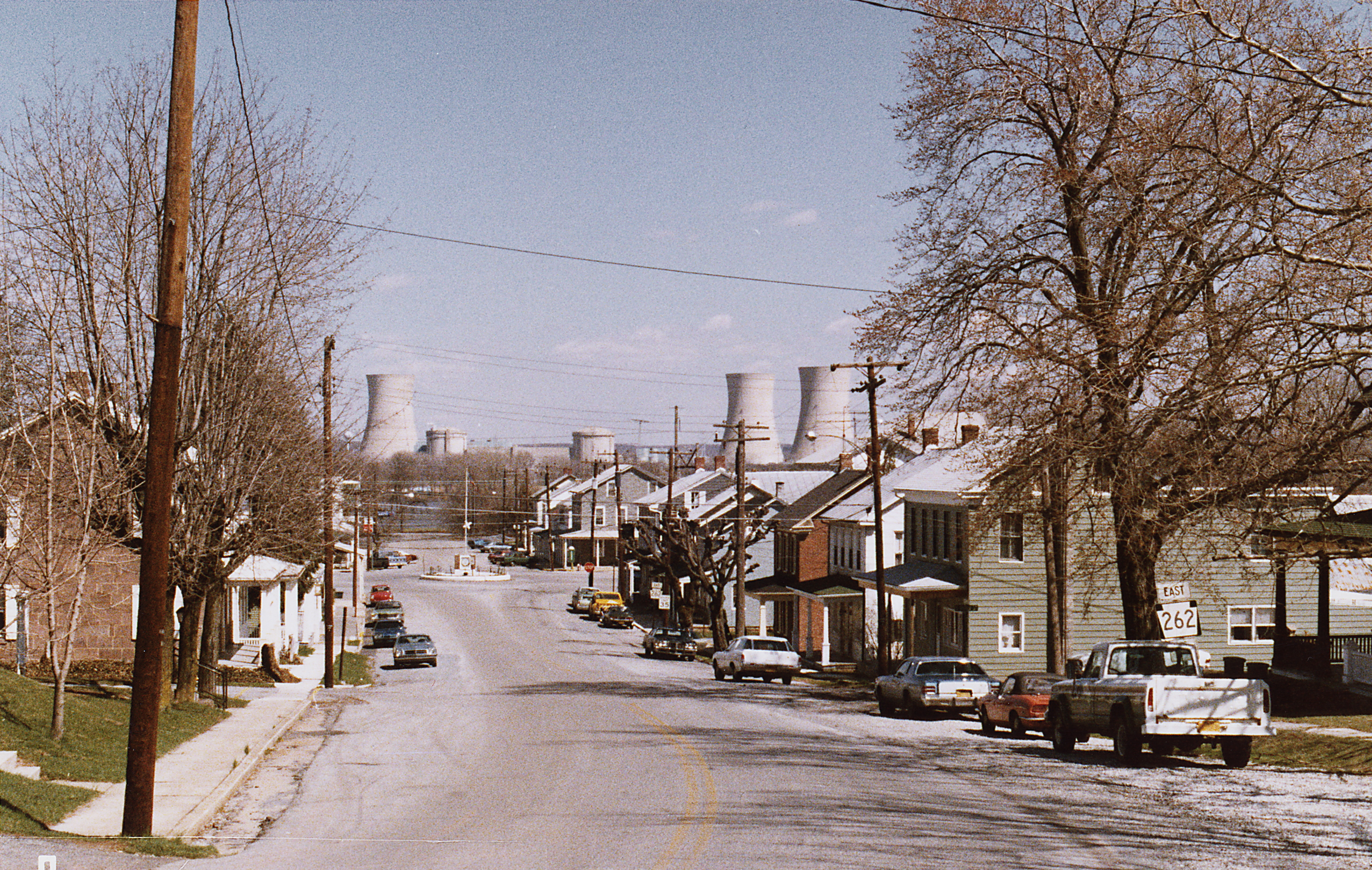
Une rue de Goldsboro (Pennsylvanie) à proximité de la centrale de Three Mile Island.

Plusieurs rapports scientifiques concluent que cet accident n'a provoqué ni décès, ni blessures ou effets néfastes sur la santé :
- le rapport de l'université Columbia publié en 1990 affirme que, statistiquement, la très faible augmentation de la détection des cas de cancer ne semble pas avoir été causée par les émissions radioactives de la centrale lors de l'accident ; il s'agit plus probablement, de la conséquence d'une meilleure détection des cas de cancer grâce au renforcement du contrôle médical de la population locale après l'accident[15] ;
- en 2008, le Comité scientifique des Nations unies pour l'étude des effets des rayonnements ionisants affirme que l'exposition du public a été négligeable. En effet, en dépit de la grande quantité de produits de fission relâchés lors de la fusion du cœur, la majorité de ces produits a été retenue dans l'eau utilisée pour refroidir le réacteur, mais 370 PBq de gaz rares (principalement Xe133) et 550 GBq d'iode 131 ont été rejetés à l'atmosphère[16] ;
- pour l'American Nuclear Society, reprenant des chiffres souvent cités, l'irradiation moyenne de la population vivant dans un rayon de 10 milles de la centrale (16 km) a été de 80 micro-Sieverts, et personne n'a été exposé à plus de 1 millisievert, soit le tiers de la dose reçue en moyenne par an aux États-Unis du fait de l'irradiation naturelle[17],[18] ;
- une réestimation des doses reçues, conduite en 1990, conclut à une exposition un peu supérieure, où  quelques milliers de personnes ont pu recevoir une dose de l'ordre de cette irradiation naturelle[19] ;
- une analyse de 23 ans de données (de 1985 à 2008) par retrospective cross-sectional study (analyse transversale) du Pennsylvania Cancer Registry de 2012 ne montre pas, statistiquement, d'influence significative sur les cancers thyroïdiens avancés ni avec l'accident de centrale, ni même avec la proximité de la centrale. L'analyse montre une hausse de cancers thyroïdiens papillaires, une moindre agressivité générale des cancers et une détection plus précoce pour la population locale que dans le reste de la Pennsylvanie. Bien que des études aient montré qu'un lien existait entre l'exposition à des doses faibles de radiation et une hausse de l'incidence des cancers de la thyroïde chez les enfants, la cohorte étudiée ici ne permet pas de confirmer cette hypothèse[20].

D'autres rapports affirment des incidences sur la santé publique, sans qu'on sache si elles sont réelles ou du fait d'un biais (une plus grande surveillance entraîne la détection de cas qui autrement seraient passés inaperçus) :
- une étude de l'université de Caroline du Nord publiée en 1997 (étude contradictoire du rapport de l'université Columbia de 1990[réf. nécessaire][21],[22]) a diagnostiqué une augmentation de cancers du poumon et de leucémies pour les personnes s'étant trouvées sous le panache des rejets de la centrale pendant l'accident[23] ;
- une autre étude réalisée par Steven Wing de l'université de Caroline du Nord a constaté que les taux de cancer du poumon et de leucémie ont été de 2 à 10 fois plus élevés dans les zones que les masses d'air ont traversé après être passées au-dessus de TMI que dans les autres zones[réf. nécessaire][24] ;
- une autre analyse récente du Pennsylvania Cancer Registry a été conduite, en 2011, cette fois-ci, concernant tous les néoplasmes malins, cancers des bronches, de la trachée, ou des poumons, ou de cancers lymphatiques ou hématopoïétiques, des leucémies et des cancers du sein, comparés à l'exposition aux radiations. Les risques d'augmentation de cancers, dues à l'exposition à des faibles doses d'irradiation, étaient bas et, pour la plupart, non significatifs[25]. Cela étant, d'autres études semblent nécessaires pour explorer la faible élévation de risques de leucémies, trouvés chez les hommes, absente chez les femmes[25].

- Une association de scientifiques américains Radiation and Public Health Project (en), dont l'objet est de montrer les liens entre les faibles doses de radiations nucléaires et l'accroissement du nombre de cancers, mais dont les études et la crédibilité sont mises en cause par la communauté médicale et la commission de régulation nucléaire fédérale[26],[27], fait état d'un pic d'accroissement de la mortalité infantile, de 47 % dans les 2 années qui ont suivi l'accident, dans le comté du Dauphin où se trouve la centrale nucléaire[28],[29].

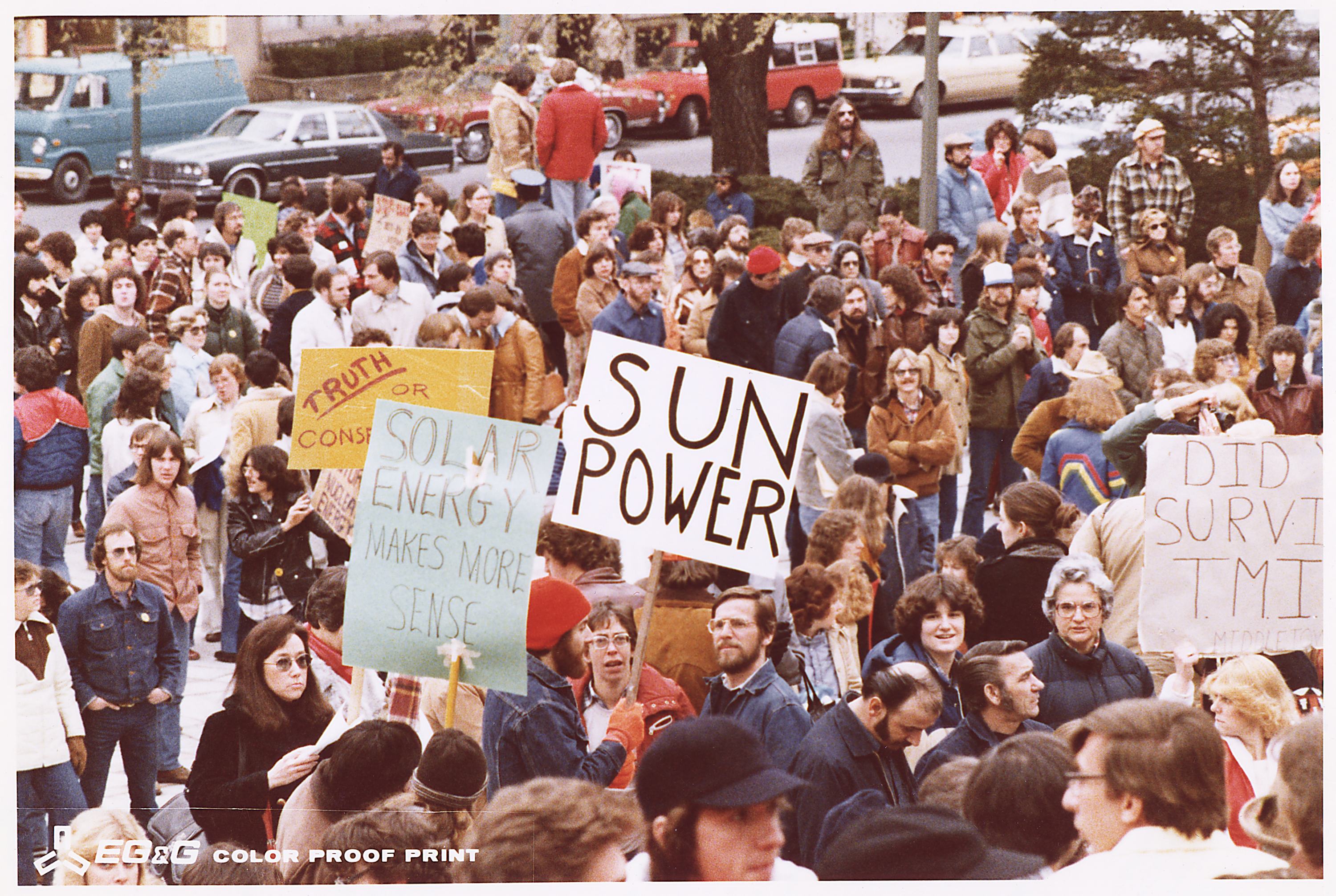
Manifestation antinucléaire à Harrisburg en 1979, à la suite de l'accident de Three Mile Island.

### Conséquences sur l'opinion publique mondiale
L'incident a été largement diffusé au niveau international, et a eu des effets profonds sur l'opinion publique et le renforcement du mouvement antinucléaire dans le monde et en particulier aux États-Unis.
L'opinion publique européenne a pris conscience que les accidents nucléaires constituent un risque réel pouvant se concrétiser à tout moment. Elle a marqué l'élargissement du débat sur la sûreté nucléaire du domaine des scientifiques et des industriels à celui des citoyens et des politiques.

### Impact culturel
Le Syndrome chinois, un film sur une catastrophe nucléaire, sorti seulement 12 jours avant l’accident, a connu un grand succès aux États-Unis.
L'accident a inspiré les paroles des chansons Roulette de Bruce Springsteen et Three mile smile du groupe Aerosmith.
Le site ainsi que l'accident sont mentionnés dans le roman Les Robots et l'Empire d'Isaac Asimov.